# Rhiscosomides montereum
Rhiscosomides montereum är en mångfotingart som först beskrevs av Chamberlin 1910.  Rhiscosomides montereum ingår i släktet Rhiscosomides och familjen Rhiscosomididae. Inga underarter finns listade i Catalogue of Life.